# بيتر كونلي
بيتر كونلي (بالإنجليزية: Peter Connelly)‏ هو ملحن بريطاني، ولد في 8 سبتمبر 1972 في إنجلترا في المملكة المتحدة.

## وصلات خارجية
- الموقع الرسمي
- بيتر كونيلي على موقع IMDb (الإنجليزية)
- بيتر كونيلي على موقع ميوزك برينز (الإنجليزية)
- بيتر كونيلي على موقع ديسكوغز (الإنجليزية)